# Éditions Métailié
Éditions AM Métailié est une maison d'édition indépendante parisienne, fondée en automne 1978 et dirigée par Anne-Marie Métailié.

## Présentation
Spécialisée d'abord dans la littérature lusophone et hispanophone, la maison débute avec un texte de 1557 Nus, féroces et anthropophages de Hans Staden, récit d'un mercenaire allemand rencontrant les Tupinambas du Brésil pour les convaincre que sa chair était impropre à la consommation. Elle fait retraduire Machado de Assis. Son premier succès d'édition est Le Bâtard de Palerme de Luigi Natoli.

En 1982, elle publie des auteurs portugais contemporains comme António Lobo Antunes et Lídia Jorge. Anne-Marie Métailié dit d'eux : 

« António Lobo Antunes et Lídia Jorge évoquaient la décolonisation comme moi, qui suis pied-noir, j'aurais aimé que la littérature française le fasse. Et puis j'avais aussi des intuitions. Je pensais que l'urbanisation galopante de l'Amérique latine allait produire de nouveaux auteurs. »

Le roman du Chilien Luis Sepúlveda, Le Vieux qui lisait des romans d'amour, publié en 1992 et traduit la même année, rencontre le succès. Le catalogue s'étoffe aussi avec l'écrivain mexicain Paco Ignacio Taibo II et avec des auteurs européens tels que Alasdair Gray, Arnaldur Indriðason, Stéphane Dovert, les Italiens Andrea Camilleri et Giulio Angioni, et les Français Hannelore Cayre, Serge Quadruppani, Bernard Giraudeau et Olivier Truc.
En bande dessinée, elle diffuse notamment les séries Les Déjantées et Tournants dangereux de la bédéiste argentine Maitena.
Les éditions publient également tous les ouvrages traduits en français de l'autrice à succès espagnole Rosa Montero, au nombre de huit en 2015.
En 2015, le catalogue comporte 1 000 titres.

## Sélections et prix littéraires
La liste des distinctions littéraires est disponible sur le site des éditions.
Parmi les plus primés figurent l'ouvrage Le Dernier Lapon d'Olivier Truc (2012), couronné d'une quinzaine de prix, ou L'Homme qui aimait les chiens de Leonardo Padura (2011).

## Recueils événementiels
- Collectif, Quand on aime…, Métailié, 1999, 320 p.  (ISBN 2-86424-319-9) — recueil de nouvelles, par 30 auteurs pour les 20 ans des éditions[10].
- Collectif, A Table !, Métailié, 2004, 320 p.  (ISBN 2-86424-513-2) — recueil de nouvelles, par 42 auteurs[11], pour les 25 ans des éditions[12].